# Miteco Siculo
Miteco Siculo (in greco antico: Μίθαικος?, Mìthaikos, in latino Mithaecus; Siracusa, V secolo a.C. – ...) è stato un cuoco e scrittore siceliota.

## Biografia
Scrittore di gastronomia, fu attivo nella seconda metà del V secolo a.C., facendo conoscere la cucina sicula in Grecia: lavorò a Sparta e ad Atene.
Fu autore di un Manuale di cucina, consistente essenzialmente in una raccolta di ricette,  citato da Ateneo di Naucrati; non sappiamo se il Manuale di gastronomia sicula, citato anch'esso da Ateneo, sia un'opera diversa. Viene considerato il primo libro di cucina della storia.

## Opere
- Manuale di cucina